# Campeonato Carioca de Futebol de 1964
O Campeonato Carioca de Futebol de 1964 foi a 66.ª edição do torneio, que levou mais de 300 mil torcedores aos estádios do que a anterior, mesmo com a edição de 1963 registrando o recorde mundial de público entre clubes de futebol no Fla-Flu decisivo: 1.885.386 em 1964 contra 1.577.573 em 1963.
Fluminense e Bangu chegaram ao final do campeonato empatados em pontos, forçando a realização de dois jogos extras para decidirem o título de campeão. 
Campeonato Carioca de Futebol de 1964 - Final:
Fluminense 3–1 Bangu
Data: 20 de dezembro de 1964
Local: Estádio do Maracanã
Árbitro: Frederico Lopes
Renda: Cr$ 46.833.339,00
Público: 75.106 pagantes
Gols: Bianchini aos 28', Joaquinzinho aos 50', Jorginho aos 53' e Gilson Nunes aos 67'.
FFC: Castilho; Carlos Alberto Torres, Procópio, Valdez e Altair; Denílson e Oldair; Jorginho, Amoroso, Joaquinzinho e Gílson Nunes. Técnico: Elba de Pádua Lima, o “Tim".
BAC: Aldo; Fidélis, Mário Tito, Paulo e Nílton Santos; Ocimar e Roberto Pinto; Paulo Borges, Parada, Bianchini e Cabralzinho. Técnico: Plácido Monsores.

## Classificação final

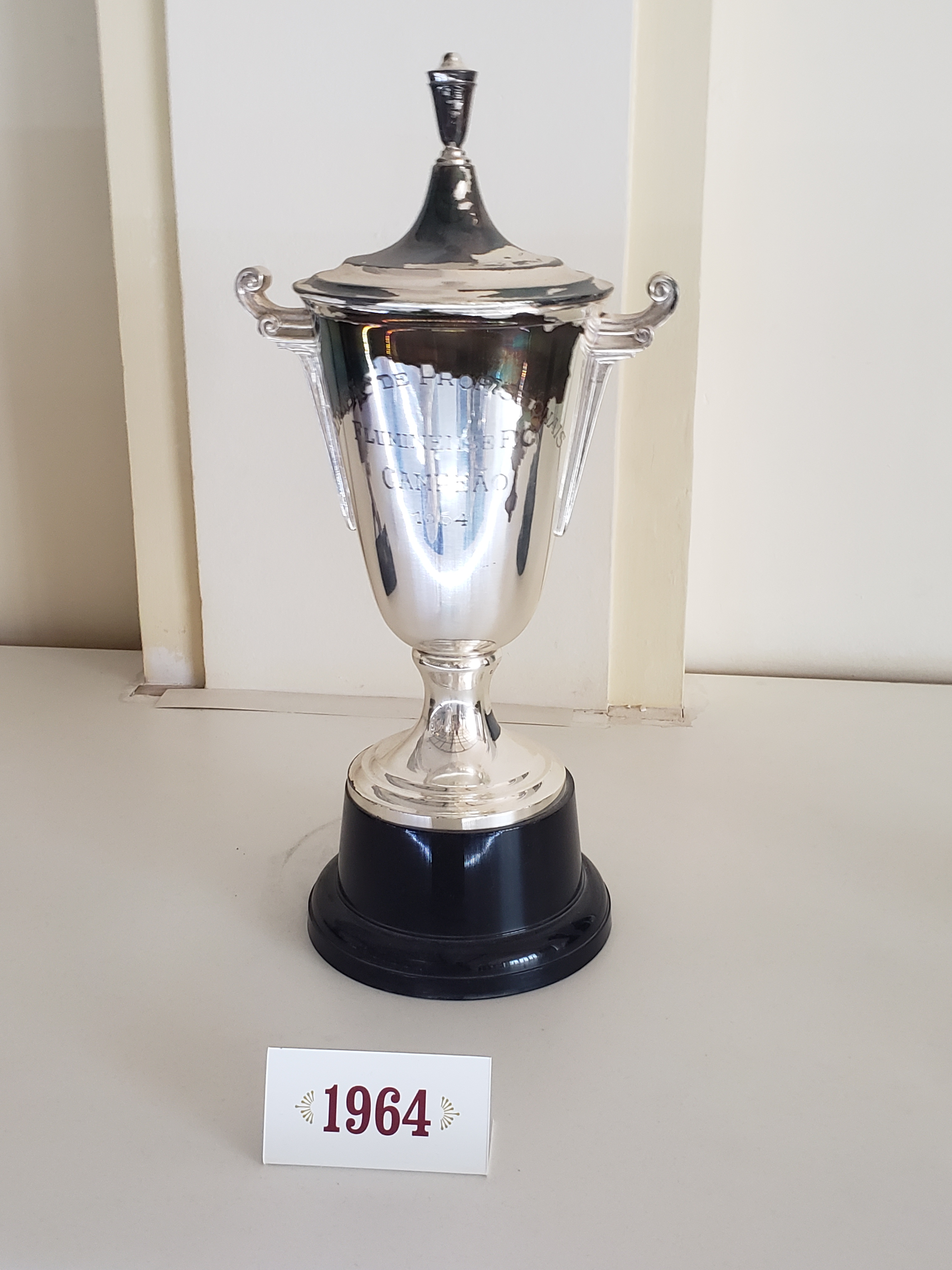
Taça do Campeonato Carioca de 1964.

| Classificação | Classificação | Classificação | Classificação | Classificação | Classificação | Classificação | Classificação | Classificação | Classificação |
| Pos           | Time          | PG            | J             | V             | E             | D             | GP            | GS            | SG            |
| ------------- | ------------- | ------------- | ------------- | ------------- | ------------- | ------------- | ------------- | ------------- | ------------- |
| 1             | Fluminense    | 35            | 24            | 15            | 5             | 4             | 44            | 16            | +28           |
| 1             | Bangu         | 35            | 24            | 13            | 9             | 2             | 46            | 21            | +25           |
| 3             | Flamengo      | 34            | 24            | 15            | 4             | 5             | 45            | 19            | +26           |
| 3             | Botafogo      | 34            | 24            | 15            | 4             | 5             | 45            | 21            | +24           |
| 5             | America       | 30            | 24            | 12            | 6             | 6             | 36            | 24            | +12           |
| 6             | Vasco da Gama | 29            | 24            | 11            | 7             | 6             | 44            | 28            | +16           |
| 7             | Bonsucesso    | 24            | 24            | 8             | 8             | 8             | 24            | 38            | -14           |
| 8             | Portuguesa    | 23            | 24            | 8             | 7             | 9             | 30            | 25            | +5            |
| 9             | Campo Grande  | 22            | 24            | 8             | 6             | 10            | 22            | 31            | -9            |
| 10            | São Cristóvão | 20            | 24            | 7             | 6             | 11            | 31            | 38            | -7            |
| 11            | Olaria        | 15            | 24            | 4             | 7             | 13            | 21            | 39            | -18           |
| 12            | Madureira     | 8             | 24            | 2             | 4             | 18            | 13            | 52            | -39           |
| 13            | Canto do Rio  | 3             | 24            | 1             | 1             | 22            | 17            | 76            | -59           |

### Partidas desempate
Pontuação não inclusa no total acima.
16 de dezembro de 1964: Fluminense 1–0 Bangu
20 de dezembro de 1964: Fluminense 3–1 Bangu
Ao final das duas partidas desempate, o Fluminense sagrou-se campeão.

## Premiação
| Campeonato Carioca de 1964      |
| ------------------------------- |
| Rio de Janeiro                  |
| Fluminense Campeão (18º título) |